# 赫歇尔棱镜

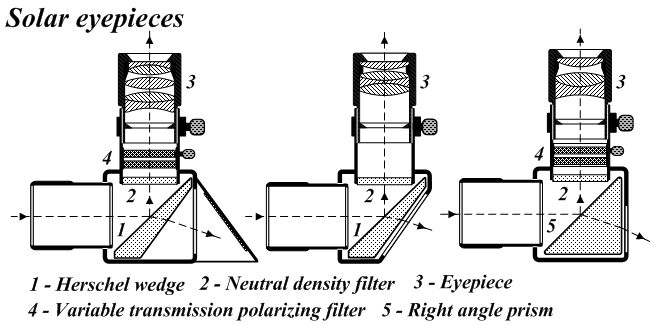
各种用于太阳观测的光学棱镜

赫歇尔楔形棱镜（英语：Herschel wedge）或赫歇尔棱镜是一种用于太阳观测的光学棱镜，用于将大部分光线折射出光路，使人能安全地用肉眼观测太阳。 它最早由天文学家约翰·赫歇尔在1830年代发明并使用。

## 概要
赫歇尔楔形棱镜中的棱镜是梯形截面。面向光的棱镜表面与标准天頂鏡相同，将90度垂直入射光的一小部分反射到目镜中。梯形形状的棱镜将望远镜物镜聚集的其余光线折射成一定角度。 赫歇尔楔形棱镜反射了大约4.6%的光线，这些光线再经过棱镜后强度只剩原来的1/10。95.4％的光和热进入棱镜并通过另一面的出口离开，从而摈弃多余的光和热量而不用于观察。 虽然它们降低了光的强度，但它们不会影响可见光谱，从而产生更精确的光谱轮廓，并可以对其进行过滤以显示某些细节。它们是白色滤光片的替代品，如同它们的名称，它们本身必须阻挡某些波长的可见光。

## 限制
虽然棱镜是由可吸收紫外线和红外线的特殊玻璃做成的，但它不能与反射式望远镜设计一起使用。这是因为反射望远镜通常具有靠近焦点的副镜，可能会被红外光带来的热量损坏：聚焦的红外光可以在望远镜中破坏或损毁光学元件，尤其是那些靠近焦平面的光学元件，并灼伤眼视网膜甚至导致失明。折射望远镜中的玻璃物镜不会吸收这些波长的光（因为这样做会使得望远镜无法对尘埃云和星云中红外/紫外波段成像）。实际上，即使是普通的相机镜头也会被红外线影响，这就是为什么数码相机传感器配有红外截止滤光片以及为什么许多业余天文学家竭尽全力去除这些红外光以便天文摄影。
需要注意的是，即使在 4.5%, (~N.D. 1.35)的情况下，来自太阳的光仍然足以烧伤视网膜，因此必须使用适当的中性灰度滤镜。